# Аракарі бронзоводзьобий
Аракарі бронзоводзьобий (Pteroglossus mariae) — вид дятлоподібних птахів родини туканових (Ramphastidae). Традиційно вважався підвидом аракарі чорногрудого (Pteroglossus azara).

## Поширення
Поширений в Болівії, Перу і Бразилії.